# جولدي
جولدي (بالإنجليزية: Goldie)‏ هو دي جيه وموسيقي ومنتج أسطوانات وملحن وممثل بريطاني، ولد في 19 سبتمبر 1965 في والسال في المملكة المتحدة. من الجوائز التي نالها رتبة الإمبراطورية البريطانية.

## أعمال

### أفلام
- (1999) العالم ليس كافيا[6][7]
- (2000) سناتش[8]

## جوائز
- رتبة الإمبراطورية البريطانية

## وصلات خارجية
- الموقع الرسمي
- جولدي على موقع IMDb (الإنجليزية)
- جولدي على موقع ميوزك برينز (الإنجليزية)
- جولدي على موقع ميوزك برينز (الإنجليزية)
- جولدي على موقع إن إن دي بي (الإنجليزية)
- جولدي على موقع أول ميوزيك (الإنجليزية)
- جولدي على موقع أول ميوزيك (الإنجليزية)
- جولدي على موقع ديسكوغز (الإنجليزية)
- جولدي على موقع ديسكوغز (الإنجليزية)
- جولدي على موقع قاعدة بيانات الفيلم (الإنجليزية)